# Герб Глазовского района
Герб Глазовского района — один из официальных символов муниципального образования «муниципальный округ Глазовский район» Удмуртской республики. Герб утверждён решением Глазовской районной Думы 26 мая 2005 года; внесён в Государственный геральдический регистр РФ под № 1930.

## Описание
Описание герба:
Герб Глазовского района представляет собой червлёный классический щит. В червлёном поле зелёная гора, обременённая золотым глазом, поверх всего — золотой колос в столб, сопровождённый: вверху золотым вырубным крестом, а по сторонам — четырьмя (две и две) золотыми стрелами, положенными наискось ко главе щита наконечниками вверх
Герб был создан известным удмуртским художником и графиком Ю. Н. Лобановым, который является также автором государственного герба и флага Удмуртии.

## Символика
Красный цвет щита символизирует радость, торжество, победу. Зелёный холм обозначает гору Солдырь с расположенным на ней городищем «Иднакар». Гора воспринимается также как образ мира, модель вселенной, в которой отражены все основные элементы и параметры космического устройства. Зелёный цвет холма символизирует жизнь. Золотой крест в верхней части щита является эзотерическим знаком «Толэзё» или «Шудо кизили» («Счастливая звезда»), он оберегает народ от несчастий. Золотые стрелы символизируют легендарных чепецких богатырей (Донды и его сыновей Идна, Гурья, Зуй), которые согласно удмуртским преданиям основали здесь древние городища. Восходящая сила стрел говорит о позитивном движении ввысь, в будущее через настоящее. Золотой колос символизирует трудолюбие удмуртского, русского, татарского и других народов, проживающих в Глазовском районе. Также он указывает на непреходящие ценности, связанные с хлебом, поскольку хлеб составляет основу экономики района. Цвет золота — это цвет солнца.